# تلاع العلي
تلاع العلي إحدى مناطق عمان عاصمة الأردن وتقع في عمان الغربية، ترتفع عن سطح البحر بأكثر من 1000 متر. تأسست منطقة تلاع العلي أم السماق وخلدا بتاريخ 1/1/1987 عندما قرر مجلس الوزراء الأردني ضم البلديات المحيطة بأمانة العاصمة ونتج عن ذلك الضم أمانة عمان الكبرى.
يحدها من الشمال: منطقة صويلح وجزء من منطقة الجبيهه، ومن الجنوب: منطقة وادي السير وجزء من منطقة زهران، ومن الشرق: منطقة زهران ومنطقة العبدلي ومن الغرب: منطقة بدر الجديدة ومنطقة صويلح.

## الأحياء
تقسّم إلى عشرة أحياء:
- التلاع الشمالي
- التلاع الشرقي
- بركة
- السلام
- الصالحين
- خلدا
- الخالدين
- السماق
- المدينة الطبية
- دابوق

## الخدمات
الأسواق
تتمتع منطقة تلاع العلي بعدة أسواق مهمة لمدينة عمان، من أهمها:
سوق الجاردنز: والذي يقع في شارع الشهيد وصفي التل، الذي يتمتع بالعديد من المطاعم العالمية خاصة مطاعم الوجبات السريعة مثل برجر كنج والبيتزا هت، ومطاعم محلية بامتيازات عالمية، ووجود الفنادق الثلاثة نجوم، وكافة الاحتياجات التسوقية الأخرى.
سوق السلطان: والذي يقع على امتداد شارع خليل السالم ويعتبر مركزا تجاريا متكاملا اخر وفيه محلات تجارية مختلفة ويعتبر مركز تجمع لمحلات التصفيات العالمية من الملابس لكافة الاعمار ولمختلف الماركات العالمية، كما يتمتع بوجود مدارس للفئتين من البنين والبنات ولكافة المراحل، وفنادق وشقق فندقية، ويشهد السوق نشاطا عمرانيا منذ العام 2006 لغاية الآن بشكل كبير.
سوق شارع المدينة المنورة: وهو الشارع الذي يلتقي مع شارع الشهيد وصفي التل عند دوار الواحة، ويعتبر من أهم الشوارع الرئيسية في العاصمة عمان اذ يحتوي على سلسلة من المطاعم العالمية مثل البيتزا هت والماكدونالدز وبابايز والمولات التجارية والعديد من فناق النجمتين والثلاثة والاربعة نجوم وفنادق تصنيف الخمسة نجوم والعديد من المطاعم ومراكز الترفيه.
من الجهة الشمالية لشارع المدينة المنورة يتقاطع الشارع مع شارع الملكة رانيا العبد الله الذي تجري فيه حاليا عمليات مشروع الباص السريع
الدوائر والمؤسسات الحكومية
- مكتب احوال وجوازات تلاع العلي
- دائرة قاضي القضاة
- إدارة التأمين الصحي
- إدارة الإقامة والحدود
- أمانة عمان الكبري
- محكمة الاستئناف الضريبي
- مديرية تسجيل أراضي غرب عمان
- الهيئة المستقلة للانتخابات
- دائرة اللوازم العامة.

المدارس
- المدارس الحكومية:مدرسة تلاع العلي الثانوية للبنات، مدرسة محمد الشريقي للبنين، مدرسة تلاع العلي الأساسية للبنين، مدرسة تلاع العلي الأساسية للبنين، مدرسة خلدا الثانوية للبنات، مدرسة ذوقان الهنداوي الاساسية للبنين.[2]
- المدارس الخاصة:مدارس النظم الحديثة، مدارس الجزيرة، كلية ومدارس وروضة المعارف الاهلية، مدارس سكاي الوطنية، مدارس البيرقدار، مدارس الكون، المدارس النموذجية العربية، المدارس الاردنيّة الدّوليّة، مدارس ميار الدولية، مدارس الدر المنثور، المدارس العصرية، مدارس الرضوان، مدرسة المونتيسوري الحديثة، مدارس التربية الريادية، مدارس ساندس.

## معرض الصور

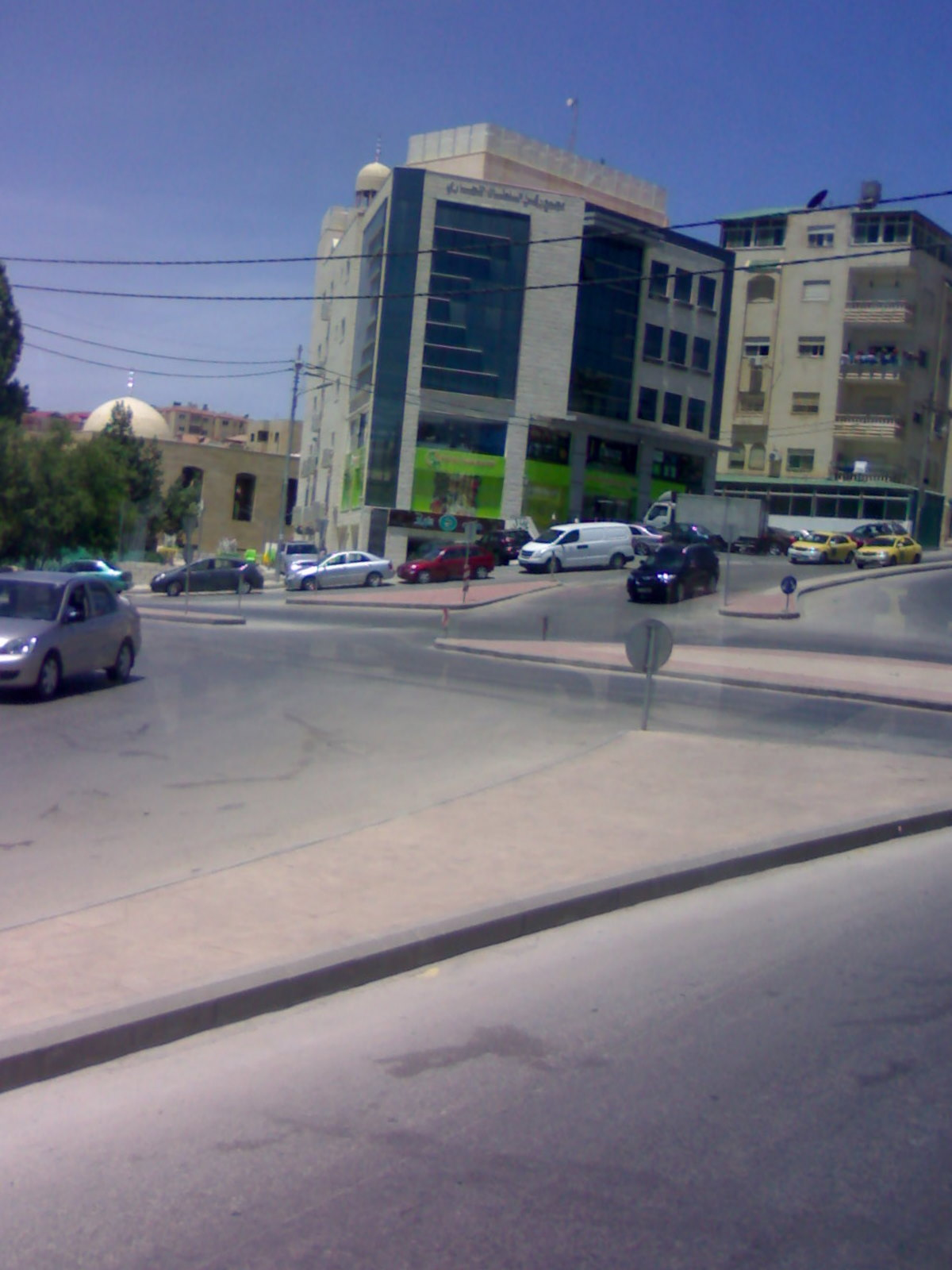
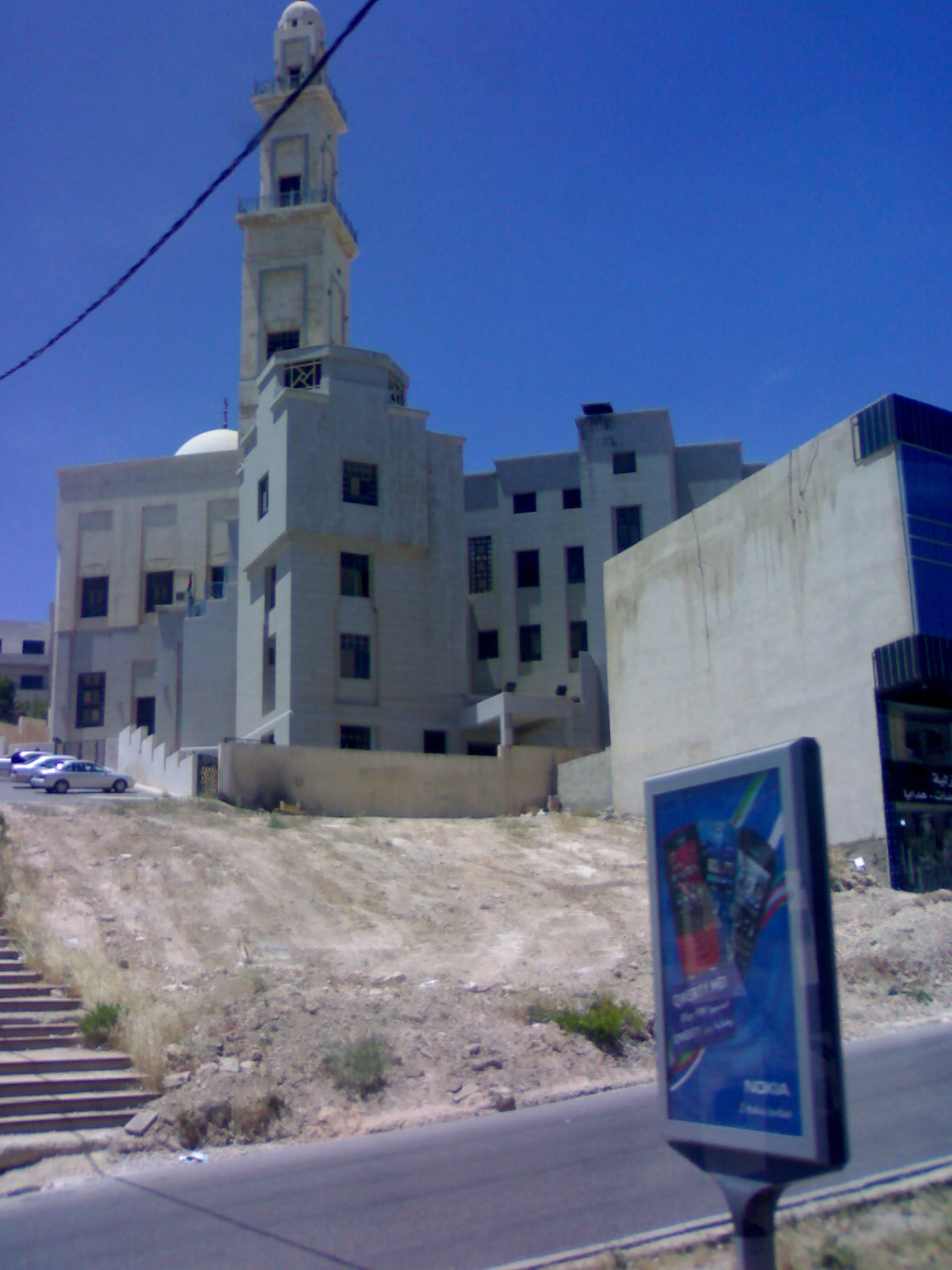
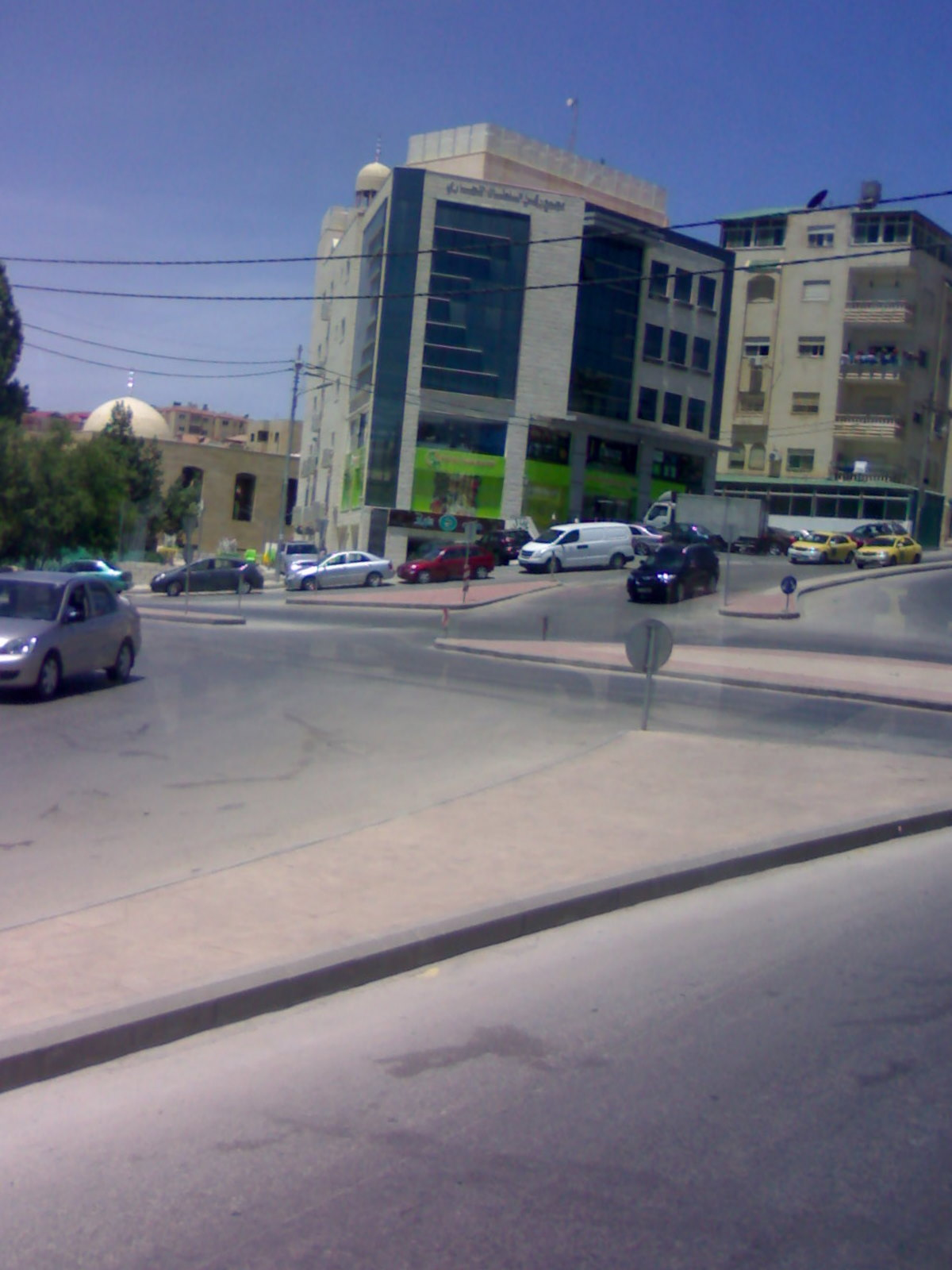
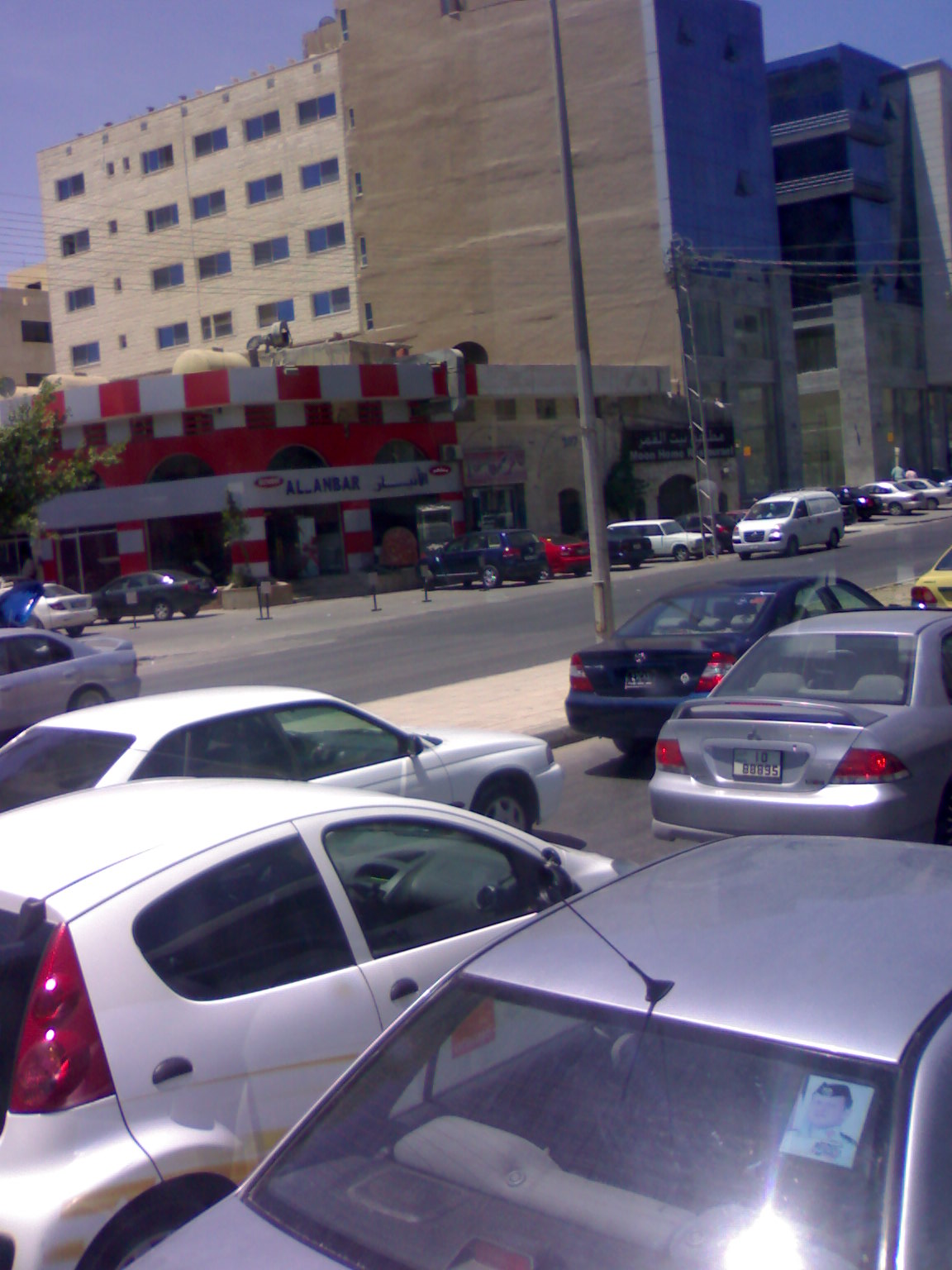
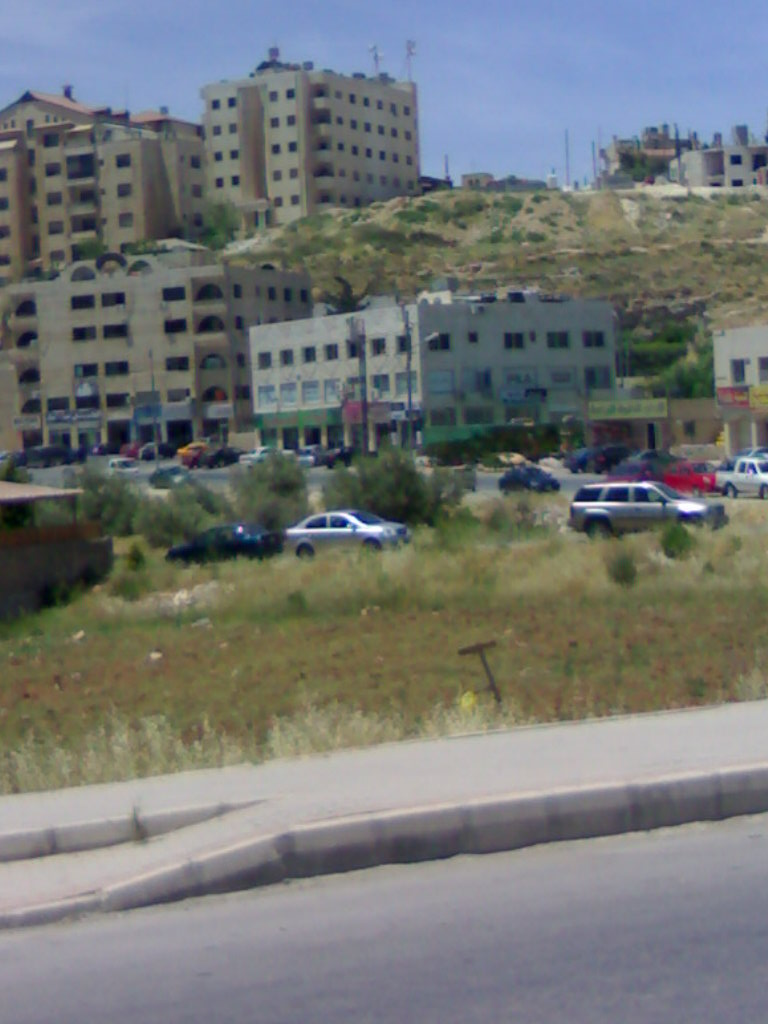
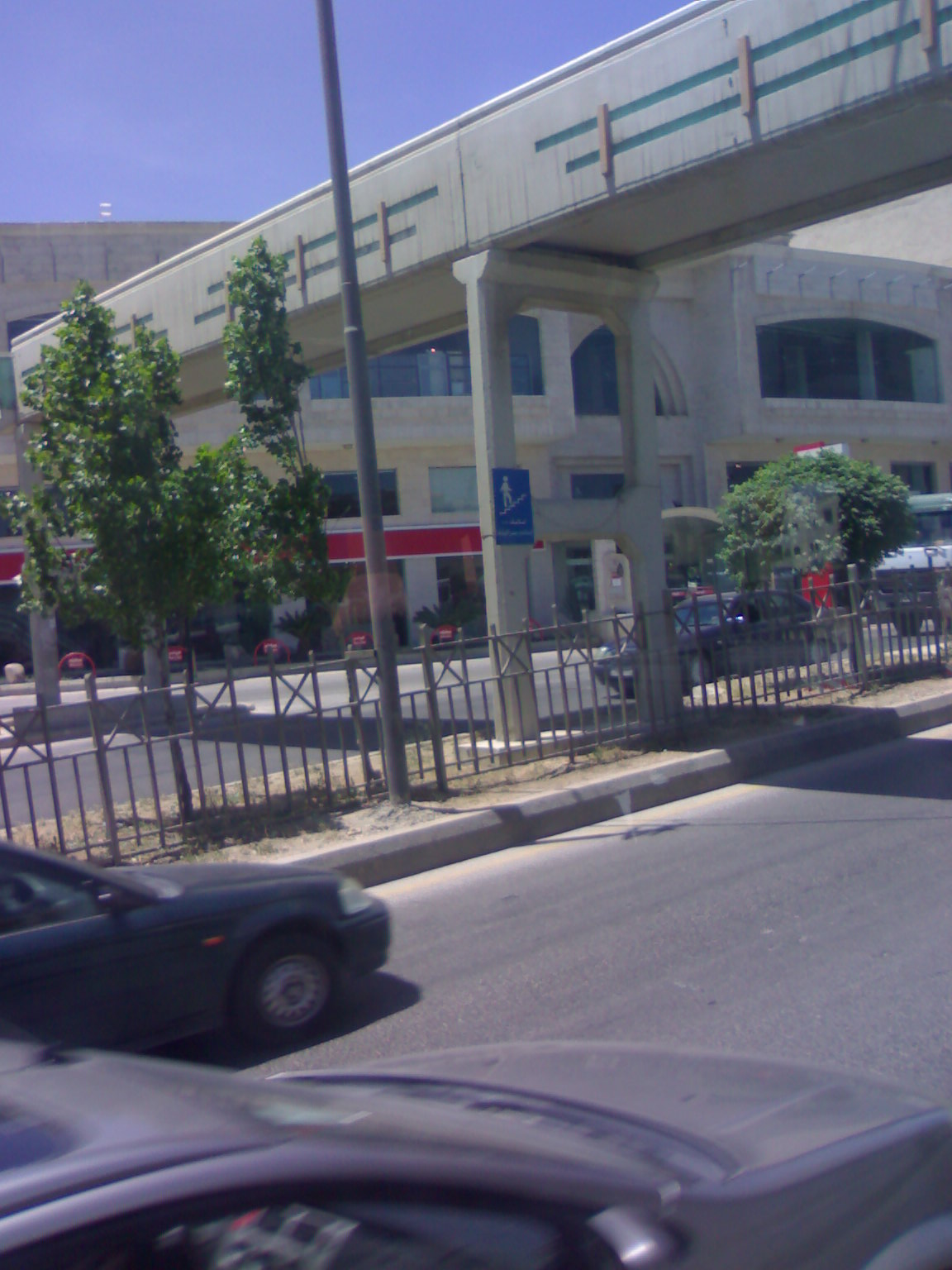
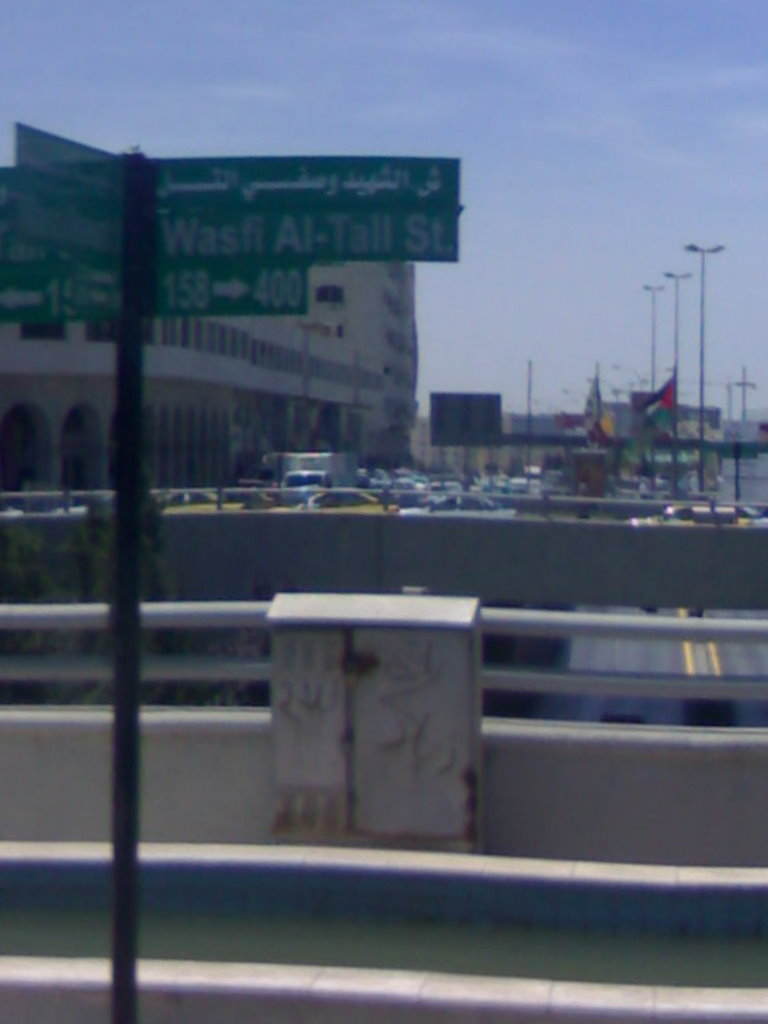
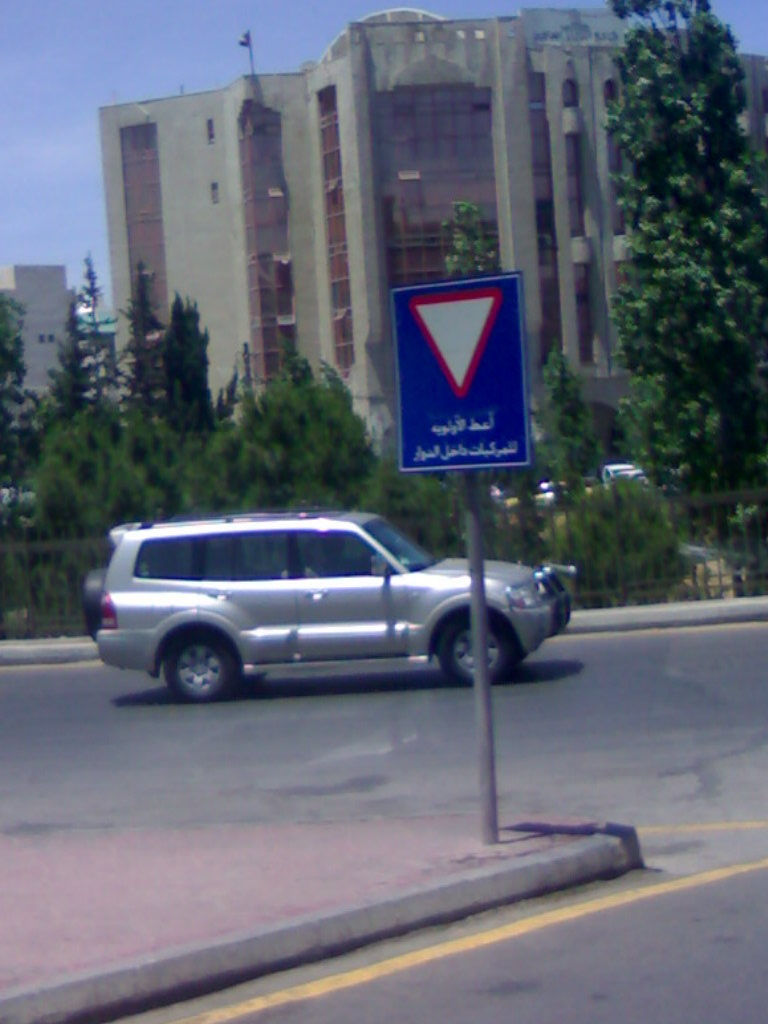
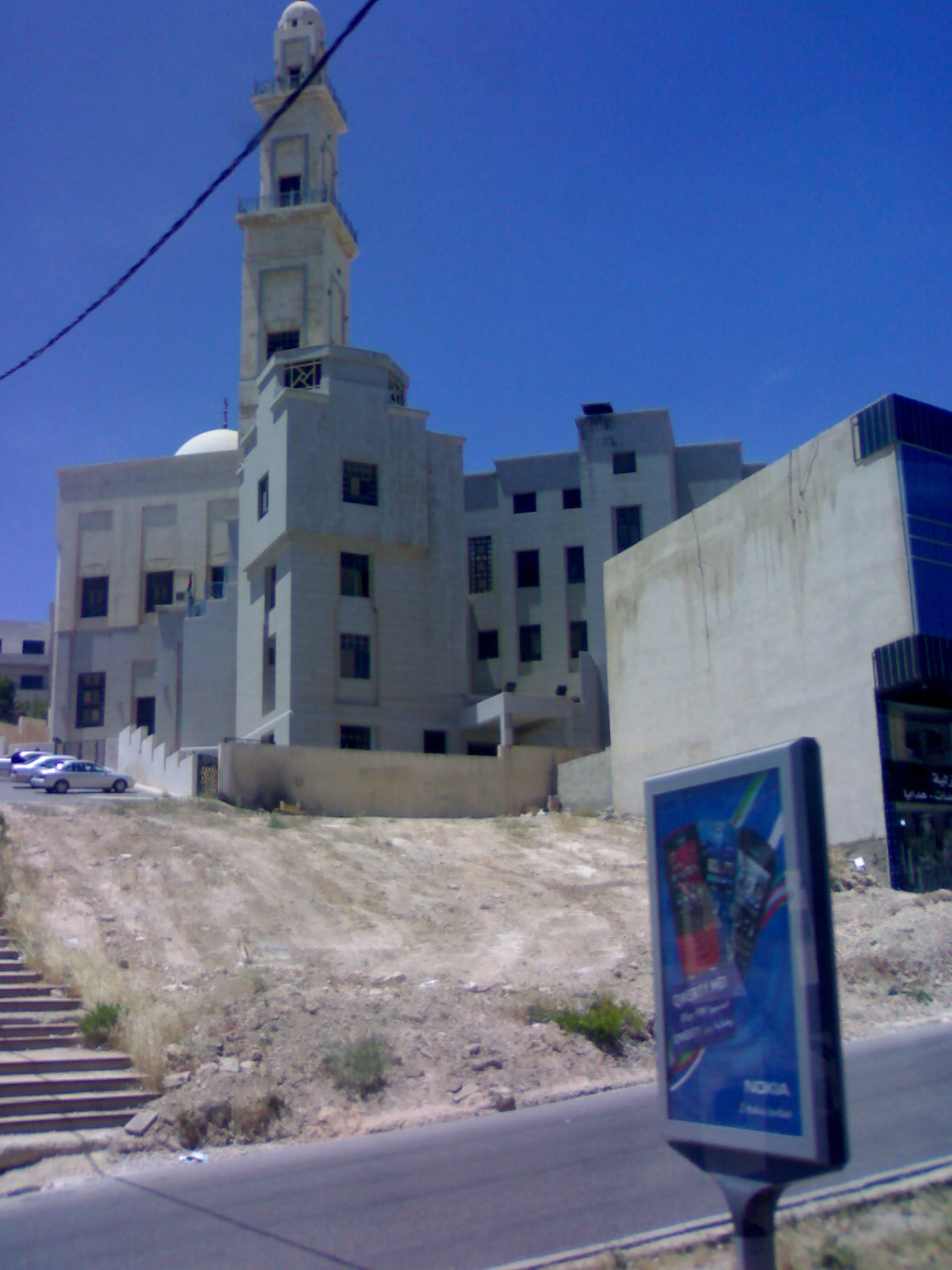